# Gentiana fieldiana
Gentiana fieldiana är en gentianaväxtart som beskrevs av J.S. Pringle. Gentiana fieldiana ingår i släktet gentianor, och familjen gentianaväxter. Inga underarter finns listade i Catalogue of Life.